# الرفاع
الرفاع هي مدينة تقع في مملكة البحرين، في المحافظة الجنوبية، جنوب مدينة عيسى، وهي عبارة عن مدينتين حديثتين هما الرفاع الشرقي والرفاع الغربي، يفصل بينهما وادي الحنينية، ويوجد في الرفاع الشرقي معالم وآثار قديمة مثل قلعة الرفاع، أما الرفاع الغربي فهي تعتبر مقراً للحكم.

## المساحة
تبلغ مساحة منطقة الرفاع 292.5 كم2، وتعتبر من أهم المدن فـي البحرين .

## التركيبة السكانية
ينتشر المذهب السني في منطقة الرفاع بنسبة 100% وعدد سكانها 79,000 نسمة (التعداد السكاني لعام 2001)، أما اليوم فقد وصل إلى ما يقارب 123,000 نسمة. قاطنيها، وتسكن منطقة الرفاع العديد من العوائل.

## أهم الأماكن في الرفاع
1. قصور جلالة الملك حمد بن عيسى آل خليفة حاكم البلاد.
2. قصر الأمير خليفة بن سلمان آل خليفة رئيس الوزراء.
3. دوار الساعة، أهم معلم في الرفاع.
4. قوة دفاع البحرين
5. قلعة سلمان بن أحمد الفاتح، وتعرف أيضًا باسم قلعة الرفاع، تقع في الحنينية.
6. عين الحنينية
7. وادي الحنينية
8. وادي البحير
9. جامع شيخان وشريفة الفارسي، ويقع في البحير.
10. المتحف العسكري
11. جامع سوق الرفاع الشرقي
12. جامع الرفاع فيوز
13. الدار العودة للفنون الشعبية، ويقع في الرفاع الشرقي.
14. الدار الصغيرة للفنون الشعبية، ويقع في الرفاع الشرقي.
15. نادي الرفاع
16. نادي الرفاع الشرقي
17. ستاد البحرين الوطني
18. ملعب الرفاع فيوز للغولف، وهو ملعب حديث.
19. منتزه الحنينية
20. ممشى الرفاع، وهو قرب شارع المعسكر ومقابل الرفاع فيوز.
21. حديقة خليفة الكبرى، وتقع في بو كوارة.
22. الريم سنتر، وهو يحتوي على عديد من المقاهي والمطاعم، ويقع في بو كوارة.
23. مجمع الإنماء، ويقع في بو كوارة.
24. مجمع الواحة، ويقع في البحير.
25. لولو هايبر ماركت، ويقع في بو كوارة.
26. كارفور هايبر ماركت، ويقع ضمن مجمع الإنماء.
27. سوق بوكوارة
28. سوق الرفاع الشرقي
29. الرفاع فيوز، وهي منطقة حديثة تضم ملعب الغولف وملعب التنس الخاص لسكان المنطقة، بالإضافة إلى مجموعة من المطاعم الشهيرة مثل إلفيشن برجر وغيرهم.